# Донецька міська рада

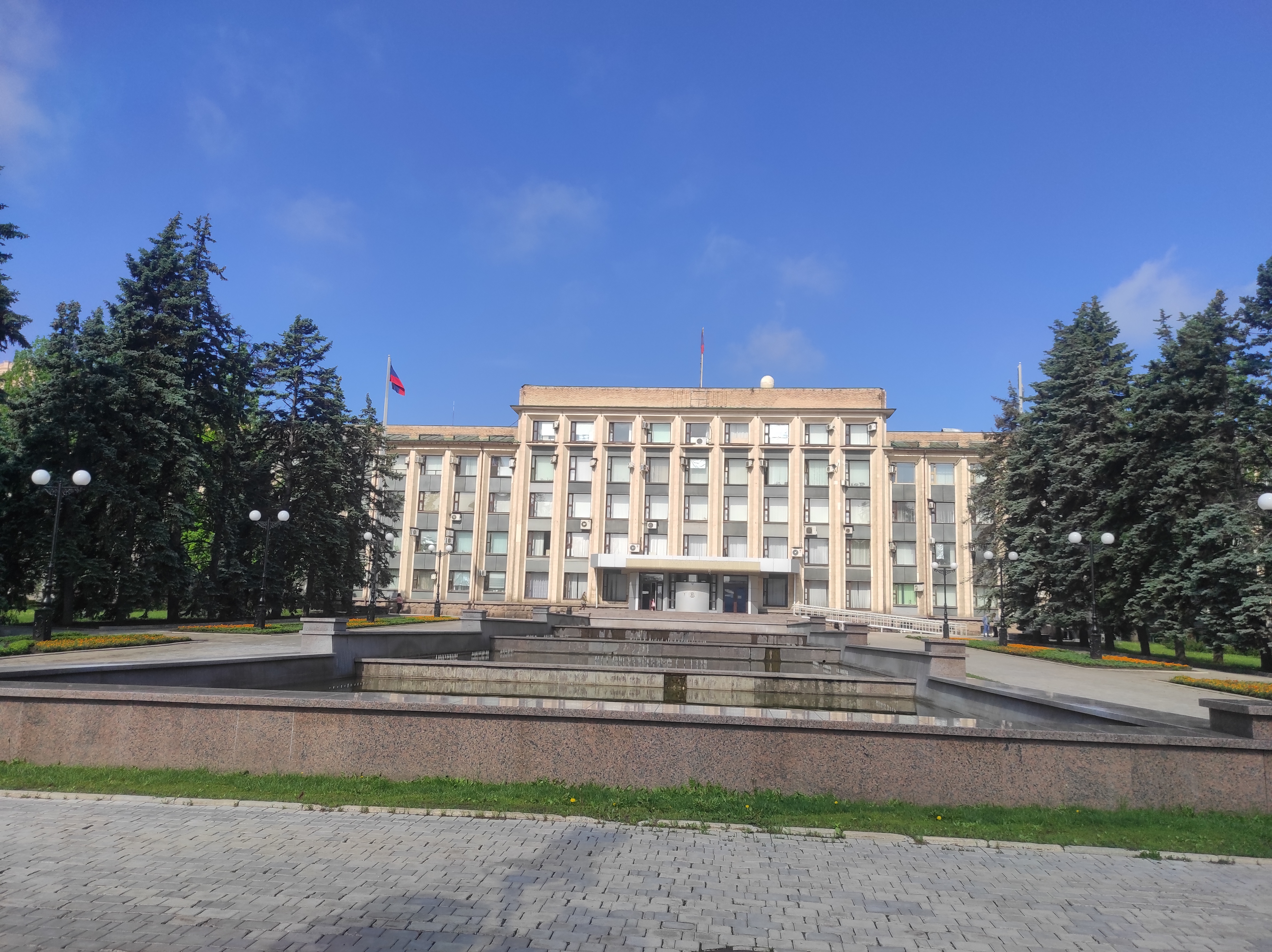
Донецька міська рада, 2021 рік

Доне́цька міська́ ра́да — адміністративно-територіальна одиниця та орган місцевого самоврядування у Донецькій області з адміністративним центром у місті обласного значення Донецьку. 

## Загальні відомості
- Територія ради: 571 км²
- Населення ради: 965 460 осіб (станом на 1 лютого 2014 року)[1]

## Адміністративний устрій
Міській раді підпорядковані:
- м. Донецьк
- Будьонівський район
  - Ларинська селищна рада
    - смт Ларине
    - с. Павлоградське
- Ворошиловський район
- Калінінський район
- Київський район
- Кіровський район
- Куйбишевський район
- Ленінський район
- Петровський район
- Пролетарський район
  - Моспинська міська рада
    - м. Моспине
    - смт Горбачево-Михайлівка
    - с. Бирюки
    - с. Вербова Балка
    - с. Гришки
    - с. Михайлівка
    - с. Новодвірське
    - с. Кисличе
    - с. Темрюк

## Історія
9 березня 1924 року Йосип Сталін отримав звання почесного депутата Юзівської міської ради.
1937 року утворено 8 районів.
22 лютого 1941 року ліквідовані Вітківський (Вєтка) та станції Сталіно (Станційний) міські райони, з включенням територій до складу Куйбишевського міського району (нині у складі Київського району).
Шляхом ліквідації так званої «матрьошки» — замість селища станції Сталіно, яке розміщувалося на території м. Сталіно, у 1952 р. був утворений Залізничний район (тобто відновлений колишній район станції Сталіно).

## Склад ради
Рада складається з 90 депутатів та голови.
- Голова ради: Лук'янченко Олександр Олексійович
- Секретар ради: Левченко Микола Олександрович

### Керівний склад попередніх скликань
| Прізвище, ім'я, по батькові       | Основні відомості                                                       | Дата обрання | Дата звільнення |
| --------------------------------- | ----------------------------------------------------------------------- | ------------ | --------------- |
| Лук'янченко Олександр Олексійович | Міський голова, 1947 року народження, освіта вища, член Партії регіонів | 26.03.2006   | 31.10.2010      |
| Лук'янченко Олександр Олексійович | Міський голова, 1947 року народження, освіта вища, член Партії регіонів | 31.10.2010   |                 |

Примітка: таблиця складена за даними сайту Верховної Ради України

### Депутати
За результатами місцевих виборів 2010 року депутатами ради стали:

#### За суб'єктами висування
| Суб'єкт висування                 | Кількість обраних депутатів | %    |
| --------------------------------- | --------------------------- | ---- |
| Партія регіонів                   | 85                          | 94,4 |
| Комуністична партія України       | 3                           | 3,3  |
| Політична партія «Сильна Україна» | 2                           | 2,2  |

#### За округами
| № округу                          | Прізвище, ім'я, по батькові        | Дата визнання обраним | Освіта             | Партійна приналежність                  | Відомості про обраного депутата |
| --------------------------------- | ---------------------------------- | --------------------- | ------------------ | --------------------------------------- | --- |
| Комуністична партія України       |                                    |                       |                    |                                         | |
| б/м                               | Федоренко Любов Петрівна           | 03.11.2010            | вища               | член Комуністичної партії України       | пенсіонер |
| б/м                               | Ареф'єв Володимир Володимирович    | 03.11.2010            | вища               | член Комуністичної партії України       | Держспожив стандарт України м. Київ, перший заступник голови |
| б/м                               | Бережний Володимир Анатолійович    | 03.11.2010            | вища               | член Комуністичної партії України       | Куйбишевська районна у м. Донецьку рада, помічник народного депутата |
| Партія регіонів                   |                                    |                       |                    |                                         | |
| б/м                               | Левченко Микола Олександрович      | 03.11.2010            | вища               | член Партії регіонів                    | Донецька міська рада, секретар |
| б/м                               | Горшкова Ася Семенівна             | 03.11.2010            | вища               | позапартійна                            | Донецька обласна організація профспілки працівників освіти і науки в Україні, голова |
| б/м                               | Богачов Сергій Валентинович        | 03.11.2010            | вища               | член Партії регіонів                    | Управління комунальних ресурсів Донецької міської ради, начальник |
| б/м                               | Риженков Олександр Миколайович     | 03.11.2010            | вища               | член Партії регіонів                    | ЗАТ «Донецьксталь — металургійний завод», генеральний директор — голова правління |
| б/м                               | Єфремов Ігор Олексійович           | 03.11.2010            | вища               | член Партії регіонів                    | Орендне підприємство «Шахта ім. О. Ф. Засядька», директора шахти |
| б/м                               | Голубєв Андрій Сергійович          | 03.11.2010            | вища               | член Партії регіонів                    | ТОВ «Рико», заступник директора |
| б/м                               | Шакуров Іван Юрійович              | 03.11.2010            | вища               | член Партії регіонів                    | ЗАТ «Укрінвест», генеральний директор |
| б/м                               | Дадасов Володимир Михайлович       | 03.11.2010            | вища               | член Партії регіонів                    | Філія — Донецьке областне управління Відкритого акціонерного товариства «Ощадбанк», начальник управління |
| б/м                               | Тюрін Сергій Євгенович             | 03.11.2010            | вища               | член Партії регіонів                    | Донецьке обласне управління юстиції, начальник |
| б/м                               | Перерва Юлія Юріївна               | 03.11.2010            | вища               | позапартійна                            | ЗАТ «Люкс», генеральний директор |
| б/м                               | Курілко Сергій Євгенович           | 03.11.2010            | вища               | член Партії регіонів                    | ТОВ "Юридична фірма «Воропаєв та Партнери», заступник директора |
| б/м                               | Яшта Сергій Леонідович             | 03.11.2010            | вища               | член Партії регіонів                    | ТОВ "Юридична фірма «Ворпопаєв та партнери», юрист |
| б/м                               | Ніколішин Сергій Володимирович     | 03.11.2010            | вища               | член Партії регіонів                    | ТОВ «ЕСТА ХОЛДИНГ», менеджер |
| б/м                               | Коваль Ігор Іванович               | 03.11.2010            | вища               | член Партії регіонів                    | ВАТ «Підприємство електричних мереж — Енерговугілля», технічний директор |
| б/м                               | Гудинець Віктор Сергійович         | 03.11.2010            | вища               | член Партії регіонів                    | Спільне українсько-шведське підприємство «Скандик Юг», генеральний директор |
| б/м                               | Пахомов Олег Іванович              | 03.11.2010            | вища               | член Партії регіонів                    | ТОВ «Елемент», генеральний директор |
| б/м                               | Брагін Дмитро Анатолійович         | 03.11.2010            | вища               | член Партії регіонів                    | ТОВ «Бум сіті», генеральний директор |
| б/м                               | Герман Валерій Євгенійович         | 03.11.2010            | вища               | член Партії регіонів                    | ТОВ «Зодчій — 2005», директор |
| б/м                               | Конєв Роман Геннадійович           | 03.11.2010            | вища               | член Партії регіонів                    | Комунальне підприємство «Ритуальна служба м. Донецька», начальник |
| б/м                               | Курганов Руслан Анатолійович       | 03.11.2010            | вища               | член Партії регіонів                    | ТОВ "Виробничо-фінансова компанія «Рутекс», генеральний директор |
| б/м                               | Ширінський Дмитро Станіславович    | 03.11.2010            | вища               | член Партії регіонів                    | ЗАТ "ФІРМА «ЮГ», генеральний директор |
| б/м                               | Кулаков Вадим Анатолійович         | 03.11.2010            | вища               | член Партії регіонів                    | Єдиний дозвільний центр, начальник |
| б/м                               | Левшин Олександр Вікторович        | 03.11.2010            | вища               | член Партії регіонів                    | Підприємство з іноземними інвестиціями «ONYX DON», директор |
| б/м                               | Пономаренко Ігор Миколайович       | 03.11.2010            | вища               | член Партії регіонів                    | Комунальне підприємство «Бюро технічної інвентаризації», начальник |
| б/м                               | Юрін Олександр Віталійович         | 03.11.2010            | вища               | член Партії регіонів                    | ТОВ «Будтехмаш», генеральний директор |
| б/м                               | Кривко Андрій Олександрович        | 03.11.2010            | вища               | член Партії регіонів                    | Концерн «ВТФ Сарепта», генеральний директор |
| б/м                               | Логвиненко Олександр Володимирович | 03.11.2010            | вища               | член Партії регіонів                    | Відділення «Донецький регіональний департамент» Публічного акціонерного товариства «Родовід Банк», директор |
| б/м                               | Руцинський Олександр Володимирович | 03.11.2010            | вища               | член Партії регіонів                    | ЗАТ «Укрконсалтинг», директор |
| б/м                               | Коваленко Людмила Валентинівна     | 03.11.2010            | вища               | член Партії регіонів                    | ТОВ «ДОНИКО», генеральний директор |
| б/м                               | Мисливець Петро Миколайович        | 03.11.2010            | вища               | член Партії регіонів                    | ТОВ Виробниче Об'єднання Текстильконтакт «Донбас», директор |
| б/м                               | Залознова Юлія Станіславівна       | 03.11.2010            | вища               | член Партії регіонів                    | Орендне підприємство «Шахта ім. О. Ф. Засядька», начальник планово-економіного відділу |
| б/м                               | Сагалевіч Андрій Ігорович          | 03.11.2010            | вища               | член Партії регіонів                    | Донецьке обласне клінічне територіальне медичне об'єднання, заступник генерального директора |
| б/м                               | Толчеєв Олексій Юрійович           | 03.11.2010            | вища               | член Партії регіонів                    | ТОВ «Центр правової та економічної допомоги», директор |
| б/м                               | Захаров Володимир Федорович        | 03.11.2010            | вища               | член Партії регіонів                    | Комунальне підприємство «Донелектроавтотранс», директор |
| б/м                               | Ільїн Сергій Вікторович            | 03.11.2010            | вища               | член Партії регіонів                    | Філія «Головне управління Публічного акціонерного товариства Промінвестбанку в Донецькій області», заступник начальника |
| б/м                               | Маракін Артем Вікторович           | 03.11.2010            | вища               | член Партії регіонів                    | ТОВ «ВК „В. І.Т. О.“», заступник директора |
| б/м                               | Савельєв В'ячеслав Степанович      | 03.11.2010            | вища               | член Партії регіонів                    | Структурна одиниця «Електроремонт» ВАТ «Донбасенерго», директор |
| б/м                               | Ємельянова Світлана Геннадіївна    | 03.11.2010            | вища               | позапартійна                            | ТОВ «Перша Академія Розвитку», директор |
| б/м                               | Балакаєв Олександр Віталійович     | 03.11.2010            | вища               | член Партії регіонів                    | ТОВ "Донецький бетонний завод «Фрегат», директор |
| б/м                               | Янгуразов Сергій Анвербікович      | 03.11.2010            | вища               | член Партії регіонів                    | Компанія «Стелс», директор |
| 1                                 | Іотенко Борис Анатолійович         | 03.11.2010            | вища               | член Партії регіонів                    | ТОВ «Центр сімейної медицини», директор |
| 2                                 | Устименко Володимир Анатолійович   | 03.11.2010            | вища               | позапартійний                           | Інститут економіко-правових досліджень національної академії наук України, заступник директора з наукової роботи |
| 3                                 | Тимченко Микола Олександрович      | 03.11.2010            | вища               | член Партії регіонів                    | Управління захисту прав споживачів у Донецькій області, начальник відділу послуг |
| 4                                 | Семенов Віктор Володимирович       | 03.11.2010            | вища               | член Партії регіонів                    | ЗАТ «Донецький завод високовольтних опор», генеральний директор |
| 5                                 | Адамов Олександр Борисович         | 03.11.2010            | вища               | член Партії регіонів                    | ТОВ «Адамс Девелопмент Груп», генеральний директор |
| 6                                 | Лисюк Олег Володимирович           | 03.11.2010            | вища               | член Партії регіонів                    | Національне агентство з питань підготовки та проведення а Україні фінальної частини чемпіонату Європи 2012 року з футболу, заступник голови                                                                                 |
| 7                                 | Мармазова Тетяна Іванівна          | 03.11.2010            | вища               | член Партії регіонів                    | Донецький національний університет, проректор, доцент кафедри «Політологія» історичного факультету |
| 8                                 | Хомутовський Леонід Михайлович     | 03.11.2010            | вища               | член Партії регіонів                    | ВАТ «Укрспецстрой», головний інженер |
| 9                                 | Гакова Міра Володимирівна          | 03.11.2010            | вища               | член Партії регіонів                    | ТОВ"Дон-Картель", заступник директора |
| 10                                | Жукова Тетяна Володимирівна        | 03.11.2010            | вища               | член Партії регіонів                    | Донецька обласна організація «Союз молоді регіонів України», керівник секретаріату |
| 11                                | Свиридов Ігор Іванович             | 03.11.2010            | вища               | член Партії регіонів                    | Комунальне підприємство «Донецькміськводоканал», перший заступник директора |
| 12                                | Вайнштейн Аркадій Леонідович       | 03.11.2010            | вища               | член Партії регіонів                    | ВАТ «ДонЕРМ», голова наглядної ради |
| 13                                | Савкіна Оксана Вікторівна          | 03.11.2010            | вища               | член Партії регіонів                    | Донецьке обласне клінічне територіальне медичне об'єднання, заступник генерального директора з економічних питань |
| 14                                | Перебейнос Юрій Васильович         | 03.11.2010            | вища               | член Партії регіонів                    | Комунальне підприємство «Донецькміськводоканал», директор |
| 15                                | Заєць Юрій Олександрович           | 03.11.2010            | вища               | член Партії регіонів                    | Орендне підприємства «Шахта ім. О. Ф. Засядько», голова первинної організації профспілки працівників |
| 16                                | Романов Борис Валентинович         | 03.11.2010            | вища               | член Партії регіонів                    | Орендне підприємства «Шахта ім. О. Ф. Засядько», заступник директора по соціальному розвитку |
| 17                                | Удовенко Андрій Васильович         | 03.11.2010            | вища               | член Партії регіонів                    | загальноосвітня школа № 61, директор |
| 18                                | Камбурова Лариса Олексіївна        | 03.11.2010            | вища               | член Партії регіонів                    | Український науково-дослідний і проектно-конструкторський інститут гірничої геології, геомеханіки і маркшейдерської справи Національної академії Наук України, заступник директора з економіки науково-технічної діяльності |
| 19                                | Варюхін Віктор Миколайович         | 03.11.2010            | вища               | член Партії регіонів                    | Донецький фізико-технічний інститут НАН України, директор |
| 20                                | Кортунов Геннадій Федорович        | 03.11.2010            | вища               | член Партії регіонів                    | ТОВ "Фірма «Сокол», головний консультант з економічних питань |
| 21                                | Лаговський Ігор Олексійович        | 03.11.2010            | вища               | член Партії регіонів                    | Донецький національний університет економіки і торгівлі ім. М. Туган-Барановського, інженер кафедри загальноінженерних дисциплін                                                                                            |
| 22                                | Ангелін Георгій Дмитрович          | 03.11.2010            | вища               | член Партії регіонів                    | ТОВ «Меркурій Сіті Маркет», директор |
| 23                                | Орлов Сергій Олександрович         | 03.11.2010            | середня спеціальна | позапартійний                           | ТОВ «Султана», генеральний директор |
| 24                                | Міміношвілі Варлам Валеріянович    | 03.11.2010            | вища               | член Партії регіонів                    | Відокремлений підрозділ «Шахта імені О. О. Скочинського» Державного підприємства «Донецька вігільна енергетична компанія», директор                                                                                         |
| 25                                | Сакович Євген Анатолійович         | 03.11.2010            | вища               | член Партії регіонів                    | ТОВ «Гортехносервіс», заступник генерального директора |
| 26                                | Саприкін Геннадій Олексійович      | 03.11.2010            | вища               | член Партії регіонів                    | Спеціалізована школа з поглибленим вивченням іноземних мов № 115, директор |
| 27                                | Хитрик Зоя Степанівна              | 03.11.2010            | вища               | член Партії регіонів                    | ТОВ"Аквілон", директор |
| 28                                | Павлічєв Сергій Валерійович        | 03.11.2010            | вища               | позапартійний                           | ТОВ «Фінансово-промислова група „АЛЬТКОМ“, генеральний директор |
| 29                                | Прозоров Олексій Євгенович         | 03.11.2010            | вища               | член Партії регіонів                    | Відділ благоустрою Головного управління благоустрою та комунального обслуговування Донецької міської ради, спеціаліст відділу                                                                                               |
| 30                                | Скіданов Сергій Семенович          | 03.11.2010            | вища               | член Партії регіонів                    | Комунальне підприємство „Шляхове ремонтно будівельне управління“, начальник управління |
| 31                                | Брагін Рашид Євгенович             | 03.11.2010            | вища               | член Партії регіонів                    | Мусульманська громада міста Донецька, голова |
| 32                                | Дейч Сергій Борисович              | 03.11.2010            | вища               | член Партії регіонів                    | Акціонерне товариство закритого типу „Підшипникзбут“, комерційний директор |
| 33                                | Газарян Анатолій Завенович         | 03.11.2010            | вища               | член Партії регіонів                    | ТОВ „ДСК“-Півничний», генеральний директор |
| 34                                | Гветадзе Іван Георгійович          | 03.11.2010            | вища               | член Партії регіонів                    | ТОВ «Міське будівництво», президент |
| 35                                | Ландик Андрій Валентинович         | 03.11.2010            | вища               | член Партії регіонів                    | Акціонерне товариство «Норд», перший заступник генерального директора |
| 36                                | Мартинов Ігор Юрійович             | 03.11.2010            | вища               | член Партії регіонів                    | Комунальне підприємство «Парк культури та відпочинкуім. О. С. Щербакова», директор |
| 37                                | Курчин Олег Геннадійович           | 03.11.2010            | вища               | член Партії регіонів                    | Інспекція державного архітектурно-будівельного контролю у Донецькій області, начальник |
| 38                                | Іллюк Валерій Володимирович        | 03.11.2010            | вища               | член Партії регіонів                    | Центральна міська лікарня № 14, головний лікар |
| 39                                | Корнійчук Сергій Володимирович     | 03.11.2010            | вища               | член Партії регіонів                    | ВАТ"Донецькміськгаз", керівник |
| 40                                | Бондаренко Євген Олександрович     | 03.11.2010            | вища               | член Партії регіонів                    | Донецька об'єднана територіальна організація профспілка працівників вугільної промисловості України, голова |
| 41                                | Рогачов Віктор Сергійович          | 03.11.2010            | вища               | член Партії регіонів                    | Комунальне комерційне підприємство Донецької міської ради «Донецькміськтепломережа», директор |
| 42                                | Кісельов Андрій Миколайович        | 03.11.2010            | вища               | член Партії регіонів                    | ТОВ «Укрмет», комерційний директор |
| 43                                | Козорез Роман Миколайович          | 03.11.2010            | середня спеціальна | член Партії регіонів                    | ТОВ «ТПК Укрсплав», завідувач гаражу |
| 44                                | Петухов Дмитро Вікторович          | 03.11.2010            | вища               | член Партії регіонів                    | ТОВ «Авто-Союз», директор |
| 45                                | Воловік Леонід Володимирович       | 03.11.2010            | вища               | член Партії регіонів                    | Сільськогосподарське ТОВ "Птахофабрика «Пролетарська», директор |
| Політична партія «Сильна Україна» |                                    |                       |                    |                                         | |
| б/м                               | Сазонов Дмитро Валентинович        | 03.11.2010            | вища               | член Політичної партії «Сильна Україна» | Публічне акціонерне товариство «ДОПАС», генеральний директор |
| б/м                               | Альоша Андрій Миколайович          | 03.11.2010            | вища               | член Політичної партії «Сильна Україна» | ТОВ «ДМС», генеральний директор |